# Erik Stenbock
Erik Gustafson Stenbock Freiherr zu Kronobäck und Öresten, seit 1651 Graf zu Bogesund, (schwedisch Erik Gustafson Stenbock, friherre till Kronobäck och Öresten, greve till Bogesund; * 1612 auf Schloss Göksholm; † 11. Februar 1659 in Kopenhagen) war ein schwedischer Generalmajor.

## Leben

### Familie
Erik war Angehöriger des schwedischen Adelsgeschlechts Stenbock. Seine Eltern waren der schwedische Reichsrat Gustaf Stenbock (1575–1629) und Beata Margareta Brahe (1583–1645). Somit war er väterlicherseits über seine Großtante, Königin Katharina Stenbock (1535–1621), mit dem schwedischen Königshaus verwandt und stammte mütterlicherseits von Herzog Otto II. von Braunschweig-Harburg (1528–1603) ab. Der schwedische Feldmarschall, Reichsadmiral und Staatsmann Gustaf Otto Stenbock (1614–1685) war sein Bruder.
Er vermählte sich 1637 in Spantekow mit Catharina von Schwerin und 1656 in zweiter Ehe, erneut in Spantekow, mit Occa Johanna Riperda. Aus beiden Ehen sind insgesamt 14 Kinder hervorgegangen, wovon einzelne Töchter prominent vermählt wurden:
- Magdalena (1649–1727), ⚭ 1667 in Stockholm mit Graf Bengt Oxenstierna (1623–1702)
- Hedwig Eleonora (1655–1714), ⚭ 1689 in Spantekow Graf Nicodemus Tessin (1654–1728)

### Werdegang
Stenbock avancierte 1631 vom Fähnrich zum Kapitänleutnant der Livgarde. Als solcher nahm er auf dem deutschen Kriegsschauplatz an der Schlacht bei Lützen teil. Den Leichenzug König Gustav Adolfs begleitete er nur bis Wolgast. Er stieg 1634 zum Oberst des Västmanland-Regiments auf. Nach dem Verletzungsausfall von Generalmajor Johan Lilliehöök führte er 1639 während der Belagerung von Landsberg an der Warthe das Kommando beim Sturm auf die Stadt. 1642 wurde er in der Schlacht bei Leipzig selbst verwundet.
Er erhielt 1643 seine Beförderung zum Generalmajor des Kriegsvolkes in Livland und wurde dort Assistent des Generalgouverneurs, war von 1645 bis 1649 dann selbst Gouverneur von Riga. Seit 1650 war er Reichsrat. Gemeinsam mit seinen Brüdern wurde er 1651 in den schwedischen Grafenstand erhoben und bei der Grafenklasse (Nr. 12) der Ritterschaft introduziert. In den Jahren 1651 bis 1654 war er Generalgouverneur von Ingermanland, Karelien sowie Kexholm und von 1655 bis 1656 Generalkommandant in Schwedisch-Pommern. Er war dann von 1656 bis 1658 Gouverneur von Halland und 1657 Lagmann in Västernorrland, Lappmarken und Härjedalen. Ebenfalls im Jahr 1657 avancierte er zum Reichsfeldzeugmeister und nahm im selben Jahr im Krieg mit Dänemark an der Schlacht bei Hjärtum teil, wo er sich siegreich auszeichnen konnte. Während der Belagerung von Kopenhagen fand er den Tod.